# 維亞茲尼基區

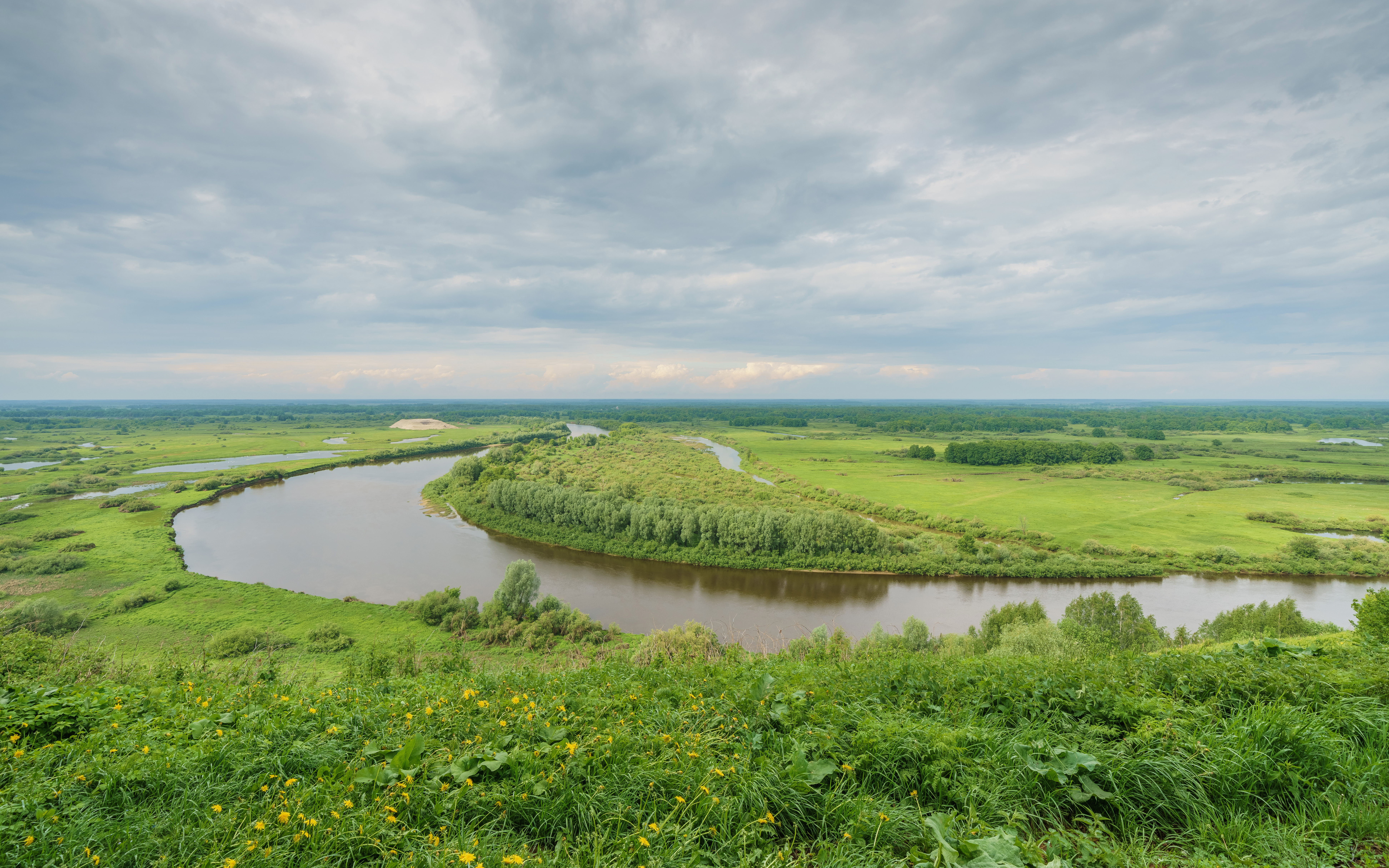

56°14′17″N 42°09′32″E / 56.23806°N 42.15889°E
維亞茲尼基區（俄语：Вязниковский район），是俄羅斯的一個區，位於該國西南部，由弗拉基米爾州負責管轄，面積2,252平方公里，2010年人口80,987，人口密度每平方公里35.96人。